# Leptolalax
Leptolalax é um género de sapos (ordem Anura) da família Megophryidae. Eles são amplamente distribuídos no leste da Ásia.

## Espécies
O género contém actualmente 30 espécies. A não ser que explicitado de outro modo, a seguinte lista provêm do site Amphibian Species of the World, versão 5.5
- Leptolalax aereus Rowley, Stuart, Richards, Phimmachak, and Sivongxay, 2010
- Leptolalax alpinus Fei, Ye, and Li, 1990
- Leptolalax applebyi Rowley and Cao, 2009
- Leptolalax arayai Matsui, 1997
- Leptolalax bidoupensis Rowley, Le, Tran & Hoang, 2011[2]
- Leptolalax bourreti Dubois, 1983
- Leptolalax croceus Rowley, Hoang, Le, Dau, and Cao, 2010
- Leptolalax dringi Dubois, 1987
- Leptolalax fuliginosus Matsui, 2006
- Leptolalax gracilis (Günther, 1872)
- Leptolalax hamidi Matsui, 1997
- Leptolalax heteropus (Boulenger, 1900)
- Leptolalax kajangensis Grismer, Grismer, and Youmans, 2004
- Leptolalax kecil Matsui, Belabut, Ahmad, and Yong, 2009
- Leptolalax khasiorum Das, Tron, Rangad, and Hooroo, 2010
- Leptolalax lateralis (Anderson, 1871)
- Leptolalax liui Fei and Ye, 1990
- Leptolalax maurus Inger, Lakim, Biun, and Yambun, 1997
- Leptolalax melanolecus Matsui, 2006
- Leptolalax melicus Rowley, Stuart, Thy, and Emmett, 2010
- Leptolalax nahangensis Lathrop, Murphy, Orlov, and Ho, 1998
- Leptolalax oshanensis (Liu, 1950)
- Leptolalax pelodytoides (Boulenger, 1893)
- Leptolalax pictus Malkmus, 1992
- Leptolalax pluvialis Ohler, Marquis, Swan, and Grosjean, 2000
- Leptolalax solus Matsui, 2006
- Leptolalax sungi Lathrop, Murphy, Orlov, and Ho, 1998
- Leptolalax tamdil Sengupta, Sailo, Lalremsanga, Das, and Das, 2010
- Leptolalax tuberosus Inger, Orlov, and Darevsky, 1999
- Leptolalax ventripunctatus Fei, Ye, and Li, 1990